# Wild Horses
Wild Horses är en låt av den brittiska gruppen The Rolling Stones skriven av bandets sångare Mick Jagger och bandets gitarrist Keith Richards. Musiktidskriften Rolling Stone rankade 2004 låten på plats 334 över de 500 bästa sångerna genom tiderna.
Låten spelades in i Alabama från 2 till 4 december 1969 men släpptes över ett år senare på grund av juridiska problem med bandets tidigare skivbolag.
Låten släpptes som singel den 12 juni 1971 med Sway som B-sida och fanns med på albumet Sticky Fingers som släpptes den 23 april 1971.

## Senare versioner
Den 8 april 2006 sjöng den kinesiska rockstjärnan Cui Jian tillsammans med Jagger när Stones spelade i Shanghai.
2009 släppte Susan Boyle en cover av Wild Horses som sin debutsingel.